# حاج مصورالملکی اصفهانی

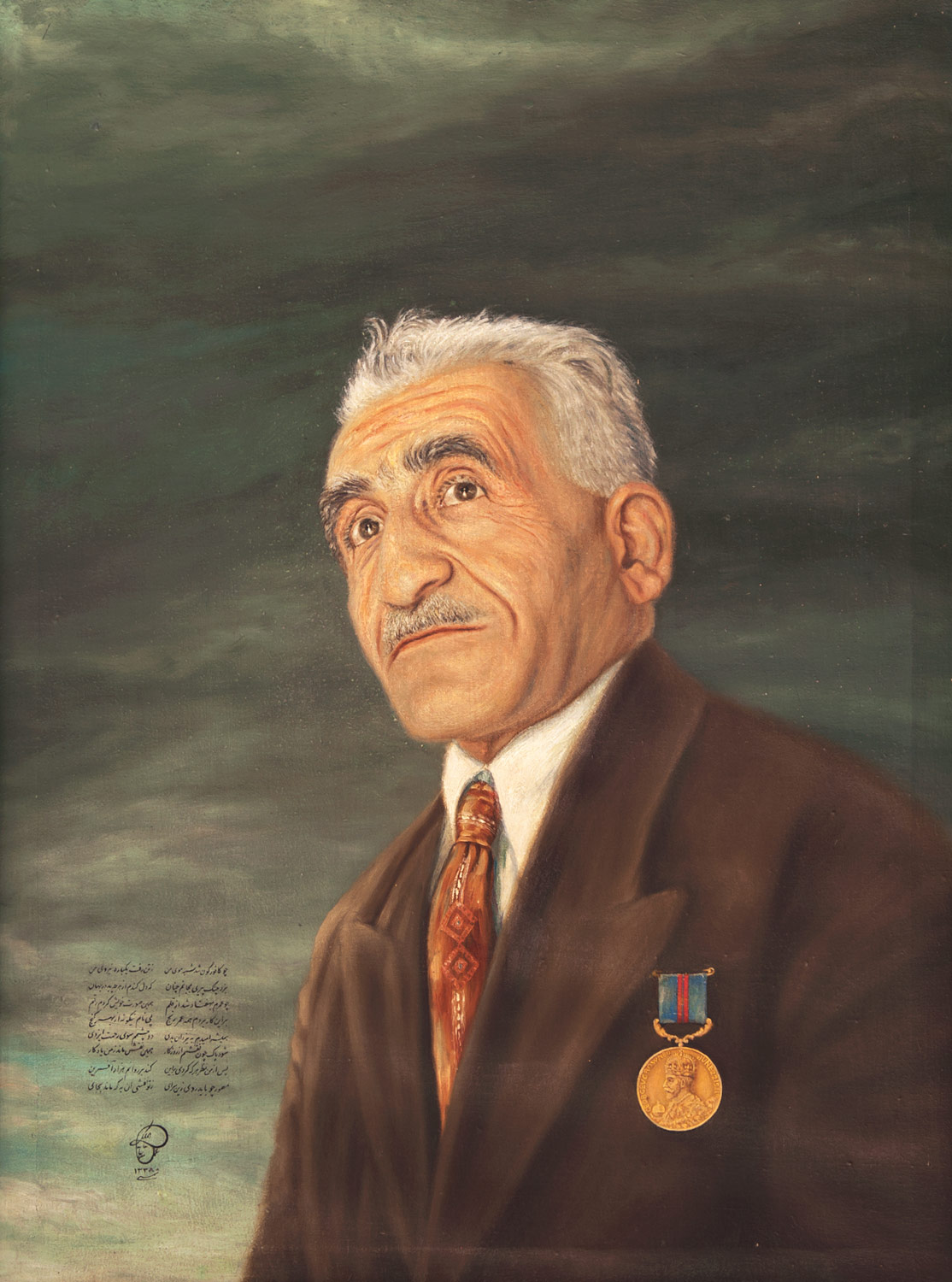
خودنگارهٔ مصورالملکی، ۱۳۳۸

محمدحسین مصورالملکی معروف به حاج مصورالملکی (۱۲۶۸–۱۳۴۸. ش) طراح، نقاش، نگارگر، تذهیب‌کار، قلمدان‌ساز و شاعر بلندآوازهٔ اصفهانی بود که در نقاشی و مینیاتور به اوج کمال رسید. حاج مصورالملکی به شیوه‌های مختلف نقاشی آشنایی کامل داشت. علاوه بر مینیاتور و طراحی و قلم‌گیری و تشعیر و تذهیب، تابلوهای رنگ روغن و نقشه‌های بسیار زیبای فرش هم می‌ساخت. او حاج میرزا آقا امامی را پیش‌کسوت و هنرمند واقعی دانسته و مینیاتورهای رستم شیرازی و محمود فرشچیان را ستوده است.
مصورالملکی از اولین مرمت کنندگان نقاشی‌های چهل‌ستون در دهه ۲۰ شمسی بود و گفته می‌شود که وی تنها بر روی تابلوهای بالای طره در تالار اصلی کار کرده است.

## تبار
او در یک خانواده هنرمند به دنیا آمد و ریشهٔ این هنر موروثی در خانوادهٔ وی تا دورهٔ صفوی دنبال می‌شود. او فرزند محمد حسن نقاش و نوهٔ زین‌العابدین نقاش و نبیرهٔ محمد کریم نقاش بود. اما مقام هنری هیچ‌کدام از آنان به درجهٔ استادی حاج مصور الملکی نمی‌رسد.

## زندگی نامهٔ مصور الملکی
محمدحسین مصورالملکی در سال ۱۲۶۹ شمسی در اصفهان متولد شد. پانزده ساله بود که جنگ بین مشروطه‌خواهان و طرفداران استبداد رخ داد و اصفهان دچار هرج و مرج و ناامنی شد و در همین زمان پدر خود را از دست داد و ناگزیر مسئولیت خانواده را بر دوشش افتاد و کار پدر را در ساختن قلمدان دنبال کرد تا مخارج زندگی خانواده را تأمین کند. سپس به تذهیب و نقاشی رنگ و روغن پرداخت.
در ابتدای سلطنت رضا شاه از طریق روسیه، لهستان و بلژیک، به پاریس رفت و مدت شش ماه در فرانسه اقامت نمود. در آنجا با آرتور پوپ (که در این زمان مشغول نگارش کتاب معروفش دربارهٔ هنر ایران بود) و همسرش آشنا شد. آرتور پوپ از او تقاضا نمود در تصویرسازی کتابش او را یاری دهد. مصورالملکی هم پذیرفت و هر روز ساعت‌ها به این کار اشتغال داشت. از این رو هنگام بازگشت به ایران حس می‌کرد راه خود را یافته است.

## آثار

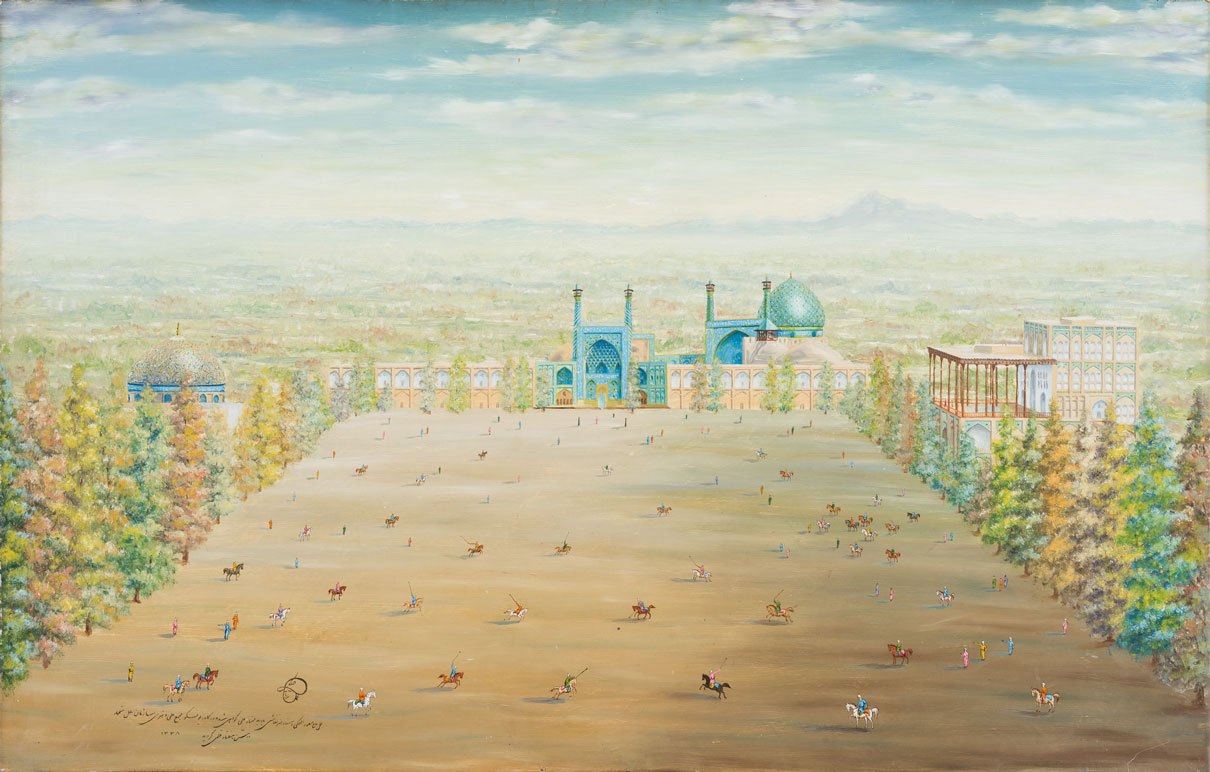
نقاشی میدان نقش جهان اثر محمدحسین مصورالملکی

از حاج مصورالملکی تابلوهای متعددی برجای مانده است اما او خود از میان همهٔ آثارش، به تابلو تخت جمشید عشق می‌ورزید. او با این تابلو در نمایشگاه جهانی بروکسل برنده شد و جایزه گرفت. او برای ترسیم این تابلو نفیس و بی‌نظیر، سال‌ها به تماشا و کاوش پرداخت و از دانستنی‌های دو باستان‌شناس و حفار معروف در تخت جمشید به نام‌های «مستر ریچاردز» و «هرتسفلد» آلمانی استفاده کرد. او علاوه بر ساختمان معظم تخت جمشید، چهار هزار چهره در این تابلو به تصویر کشیده است. خود او معتقد است فرق میان کاخ تخت جمشید و تابلو او در این است که: «آن ویران شده ولی این سالم است». همان زمان خواستند تابلو را به مبلغ ده میلیون تومان خریداری نمایند ولی او با وجود بضاعت کم، از فروش آن خودداری کرد و به فرزندانش نیز وصیت نمود که از آنجایی که این اثر هنری دارای ارزش ملی است آن را عزیز بدارند و به فروش نرسانند. او می‌گفت: «جهت به تصویر کشیدن این تابلو به مرحله‌ای رسیدم که تمام ذهنم انباشته از تخت جمشید بود. حتی قدم‌های سنگین سربازان جاویدان را روی سنگفرش‌ها می‌شنیدم. ارابه‌ها را با چرخ‌های زمخت و کوچکشان که در حرکت بودند و طنین سم اسب‌ها را که در هیاهوی ارابه‌ها محو می‌شد؛ می‌شنیدم، در چشم‌انداز آپادانا، باغ‌هایی را که در متن کم رنگ و غبارآلود، به چشم می‌خورد، همه را حس می‌کردم.»
از تابلوهای معروف دیگر او، صحنهٔ جنگ بین‌الملل دوم است که جنبهٔ جهانی دارد.
از آثار معروف و ارزندهٔ دیگرش، تابلوهای نفیس زیر را می‌توان نام برد:
- تابلو سعدی (با مضمون «در حال که من این سخن بگفتم دامن گل بریخت و در دامنم آویخت»)
- تابلو چوگان بازی در میدان نقش جهان
- تابلوی شیخ صنعان و دختر ترسا
- تابلو بنای کاخ چهلستون و مجلس پذیرایی شاه عباس از ولی محمدخان فرمانروای ترکستان
- تابلو صلح حیوانات که از کارهای آخر اوست

و بسیاری تابلوهای دیگر

## شعر
استاد، طبع شعر هم داشت و این قطعه را بر وزن اشعار حماسی حکیم ابوالقاسم فردوسی جهت تابلو جنگ نادر و محمد شاه هندی سروده است:
| چو کافور گون شد شبه موی من     |  | ز غم تاخت پیری سپه سوی من   |
| سپاهی ز اندیشه کردم روان       |  | سوی نادر و جنگ هندوستان     |
| چو پشت من از بار پیری شکست     |  | قلم بر گرفتم به پیری به دست |
| بر این جنگ نادر به پرداختم     |  | به پیری همه جنگ را ساختم    |
| به پیری سر من سر جنگ داشت      |  | جوان بود و بر جنگ آهنگ داشت |
| بسی رنج بردم بر این کار من     |  | که نامم بماند بر این انجمن  |
| شود پاک چون نقشم از روزگار     |  | همین نقش ماند ز من یادگار   |
| پس از من نظر هر که کردی بر این |  | کند بر روانم هزار آفرین     |

## درگذشت
حاج مصور الملکی هنگامی که مشغول تهیه و پختن «روغن کمان»، یکی از ملزومات نقاشی‌اش بود دچار سوختگی شد و بر اثر آن به لرزش دست دچار گردید که تا آخر عمرش او را آزار می‌داد. بعد از مدتی استاد دچار سکته شد و دست راست او فلج گردید. ده سال بعد در تاریخ ۲۴ دی ماه ۱۳۴۶ شمسی بدرود حیات گفت و در تخت فولاد دفن شد.

## خانه حاج مصورالملکی
خانه حاج مصورالملکی که محل سکونت و زندگی او بوده از خانه‌های قدیمی و دیدنی اصفهان به‌شمار می‌آید که در
خیابان آیت اله کاشانی، کوی محله نو در شهر اصفهان قرار دارد و خاطره این هنرمند را زنده می‌کند.
این خانه شامل فضاهای متنوع و زیبائی است که در چهار سوی به حیاط مستطیل شکل قرار گرفته است. در ابتدای ورود به خانه جبهه جنوب شرقی بنا پایدار می‌گردد. این جبهه شامل تالاری است که شاه‌نشین آن به ارتفاع دو طبقه در میانه دو اتاق گوشوار قرار گرفته است. این تالار با تزئینات گچبری رنگی، آینه کاری و مقرنس، زیباترین فضای خانه است. در گوشه جنوبی خانه حوضخانه‌ای به شکل صلیب به ارتفاع دو طبقه قرار دارد. در میانه این حوضخانه حوضی ۸ گوشه قرار دارد و بر فراز آن نورگیر زیبائی تعبیه شده است. این حوضخانه با تزئینات متنوع گچبری و مقرنس، به زیبائی بنا می‌افزاید.
در شمال غربی خانه مجموعه دیگری است که شامل تالاری کم ارتفاع و شاه‌نشینی زیبا و مهتابی وسیعی در طبقه دوم با ایوانی کم عمق و ستون‌دار در انتهای این مهتابی می‌باشد. جبهه‌های شمال شرقی و جنوب غربی خانه نیز دارای یک تالار در وسط و دو اتاق سه دری در طرفین می‌باشند. نماهای پیرامون حیاط شامل تزئینات آجرکاری در بالا و ازاره سنگی حجاری شده در پائین دیوارها هستند. ورودی اصلی خانه دارای سردر و هشتی مشترک با خانه‌های مجاور است که پس از عبور از دو دالان به حیاط مرتبط می‌شود در مقابل تالار جبهه جنوب شرقی حوض بزرگی وجود دارد که از سنگ ساخته شده است.
علاوه برآنکه خانه مصورالملکی موزه‌ای از صنایع دستی است و با آینه کاری‌ها، پنجره‌های آلت‌بری و شیشه‌های رنگین دم طاووسی، نقاشی‌های دیواری و درهای مزین از شاهکارهای هنری دوران قاجار به‌شمار می‌رود.